# Лакеев, Иван Алексеевич
Ива́н Алексе́евич Лаке́ев (23 февраля 1908, Слобода, Калужская губерния — 15 августа 1990, Москва) — советский лётчик-истребитель, лётчик-ас, Герой Советского Союза (1937). Генерал-майор авиации (4.06.1940).

## Биография
Родился в 1908 году в деревне Слобода (ныне Дзержинский район Калужской области) в семье рабочего. Русский.
Окончил 7 классов школы и рабфак. С августа 1926 года жил в Ленинграде, работал грузчиком в Ленинградском торговом порту. С августа 1928 года работал разметчиком на заводе «Электросила».
С сентября 1930 года учился на первом курсе Ленинградского электромеханического института (одном из отраслевых вузов Ленинградского политехнического института). Член ВКП(б) с 1930 года.
В Красной Армии с июня 1931 года, призван по мобилизации ЦК ВКП(б). В том же году окончил Ленинградскую военно-теоретическую школу ВВС РККА, затем, в 1933 году — 14-ю Энгельсскую военную школу лётчиков. С июля 1933 года служил младшим лётчиком и старшим лётчиком в 127-й авиационной эскадрильи в Смоленской, а затем в Брянской авиационных бригадах ВВС Московского военного округа. С марта 1936 года — младший лётчик 107-й истребительной авиаэскадрильи 83-й истребительной авиабригады Белорусского военного округа.
В 1936 году, после начала Гражданской войны в Испании, руководством CCCH было принято решение о направлении туда советских военных специалистов-добровольцев. В начале ноября туда прибыла группа из 31 лётчика-истребителя 83-й бригады, среди которых был и лейтенант И. А. Лакеев. В ходе боевых действий командовал эскадрильей И-16, совершил 312 боевых вылетов, провёл 50 воздушных боёв. По некоторым данным за время командировки сбил лично 12 самолётов противника и 16 в группе, что делает его одним из самых результативных лётчиков-истребителей 1930-х годов. Вернулся на родину в августе 1937 года.
С августа 1937 года — лётчик-испытатель Государственного авиационного завода № 1 в Москве. С сентября 1937 года — командир эскадрильи 24-й авиационной бригады ВВС МВО (Люберцы). С марта 1938 — командир 16-го истребительного авиаполка, с декабря 1938 года исполнял обязанности начальника истребительного отдела Управления ВВС РККА. В этой должности в мае 1939 года был командирован в район боевых действий и участвовал в боях на реке Халхин-Гол по конец августа 1939 года, будучи заместителем командующего авиацией 1-й армейской группы комкора Я. В. Смушкевича по истребительной авиации. В сентябре 1939 года был откомандирован в Киевский Особый военный округ для исполнения обязанностей командующего ВВС округа по истребительной авиации, и участвовал в освободительном походе РККА в Западную Украину. В октябре 1939 года был откомандирован в Ленинград для организации противовоздушной обороны города, и с декабря участвовал в советско-финской войне 1939–1940 годов.
В середине марта 1940 года назначен заместителем начальника Лётно-технической инспекции 1-го Управления ГУ ВВС РККА, с 14 октября 1940 года — заместитель генерал-инспектора ВВС Красной Армии. В июне 1940 года при введении генеральских званий ему присвоено звание генерал-майор авиации (за три года вырос в званиях от лейтенанта до генерала). За «недостатки в работе» в марте 1941 года назначен с понижением в должности заместителем командира 14-й смешанной авиадивизии ВВС Киевского Особого военного округа (штаб дивизии — Луцк).
Участник Великой Отечественной войны с 22 июня 1941 года. Сражался в составе дивизии на Юго-Западном фронте. С начала июля 1941 года находился в распоряжении командующего ВВС Юго-Западного фронта, был представителем штаба фронта по ПВО Киева, заместителем командующего ПВО Юго-Западного фронта по истребительной авиации. С января 1942 года генерал-майор авиации И. А. Лакеев командовал 524-м истребительным авиационным полком на Волховском фронте.
С 10 марта 1943 года командовал 235-й истребительной авиадивизией на Юго-Западном, Северо-Кавказском, Воронежском, 1-м Украинском фронтах. Проявил себя отличным командиром дивизии, под его командованием она была награждена в ноябре 1943 года орденом Красного Знамени и стала именоваться «Краснознамённой», а за отличное выполнение заданий командования дивизия 19 августа 1944 года стала гвардейской и была переименована в 15-ю гвардейскую истребительную авиационную дивизию. Командовал ею до конца войны в составе 8-й воздушной армией на 4-й Украинском фронте.
Все 4 года Великой Отечественной войны генерал Лакеев неотлучно находился в действующей армии. Участвовал в приграничной оборонительной операции на Западной Украине, Киевской оборонительной операции, в битве за Ленинград, в воздушном сражении на Кубани, в Курской битве, в Изюм-Барвенковской, Донбасской, Днепровской воздушно-десантной, Запорожской, Киевской, Житомирско-Бердичевской, Корсунь-Шевченковской, Никопольско-Криворожской, Проскуровско-Черновицкой, Одесской, Львовско-Сандомирской, Ясско-Кишиневской, Восточно-Карпатской, Западно-Карпатской, Моравско-Остравской, Пражской наступательных операциях. К концу января 1945 года выполнил на фронтах Великой Отечественной войны 62 боевых вылета, сбил 1 немецкий самолёт (в воздушном сражении на Кубани в июне 1943 года).
После Победы командовал той де дивизией в Прикарпатском военном округе. С октября 1947 года проходил обучение на Курсах усовершенствования командиров и начальников штабов авиадивизий при Военно-воздушной академии, по окончании которых в 1948 году назначен на должность командира 13-й гвардейской истребительной авиадивизии 73-й воздушной армии Туркестанского военного округа. С декабря 1950 года вновь находился на учёбе.
В 1952 году окончил Высшую военную академию им. К. Е. Ворошилова. С 1952 года служил помощником командующего 22-й воздушной армии Северного военного округа.
С июля 1955 года в отставке, жил в Москве. Умер 15 августа 1990 года, похоронен на Троекуровском кладбище.

## Воинские звания
- лейтенант (март 1936);
- майор (3.11.1937, минуя звания старший лейтенант и капитан);
- полковник (1939);
- комбриг (29.11.1939);
- комдив (11.04.1940);
- генерал-майор авиации (4.06.1940).

## Награды
- Герой Советского Союза (3.11.1937, Медаль «Золотая Звезда» № 63);
- орден Ленина (3.11.1937);
- четыре ордена Красного Знамени (2.01.1937, 4.07.1937, 29.08.1939, 19.11.1951[4]);
- орден Суворова 2-й степени (10.01.1944);
- орден Кутузова 2-й степени (29.05.1944);
- орден Богдана Хмельницкого 2-й степени (23.05.1945);
- орден Отечественной войны 1-й степени (06.11.1985);
- орден Красной Звезды (5.11.1946[4]);
- медаль «За боевые заслуги» (3.11.1944);
- медали СССР[5];
- знак «50 лет пребывания в КПСС»

награды иностранных государств
- орден Красного Знамени за воинскую доблесть (Монголия) (10.08.1939);
- Крест ордена Белого льва «За Победу» 3-й степени (ЧССР)
- Чехословацкий Военный крест 1939—1945 (ЧССР, 1985)
- Медаль «40 лет освобождения Чехословакии Советской Армией» (ЧССР)
- Медаль Победы и Свободы (Польша)
- юбилейные медали Монгольской народной республики

## Память
- Мемориальная доска установлена на здании средней школы № 3 посёлка Кондрово Калужской области, в которой учился И. А. Лакеев[6].
- Имя высечено на Мемориале лётчикам-героям в Брянске.